# Mim

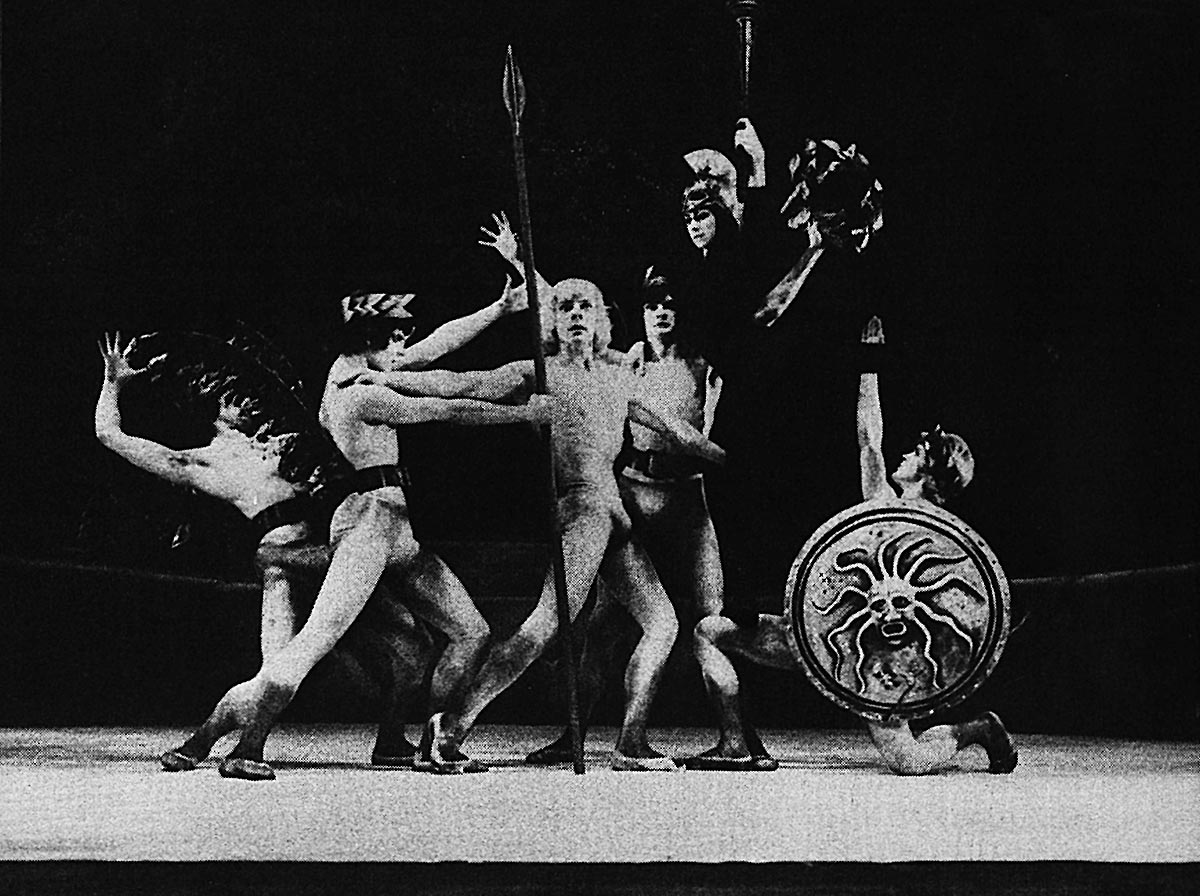
„Sen nocy listopadowej” reż. Henryk Tomaszewski (1971), fot. Tadeusz Drankowski

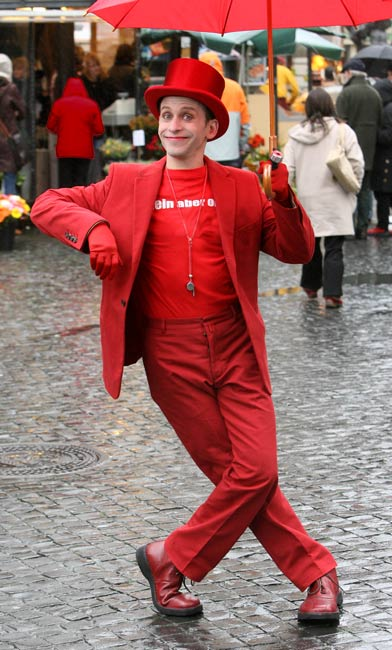
Mim Pablo Zibes

Mim – aktor nieposługujący się głosem, lecz mową ciała. Występuje on najczęściej w teatrze oraz na ulicach miast. Ponieważ jego sztuka polega na ruchu, a nie na bezruchu, dlatego mylne jest nazywanie mimami ulicznych „staczy”. Mimowie często charakteryzują się umalowanymi na biało twarzami. Przedstawienie mimów to pantomima lub mimodram.
Jednym z najważniejszych artystów polskiego i światowego teatru drugiej połowy XX wieku oraz twórcą zespołowego teatru mimów był Henryk Tomaszewski. Założyciel i dyrektor Wrocławskiego Teatru Pantomimy. Stworzył nową formę sztuki scenicznej zwaną „teatrem ruchu”..

## Mimowie w kulturze
W serii książek Terry’ego Pratchetta Świat Dysku, niechęć do mimów jest jedyną niewyjaśnioną i nielogiczną cechą Havelocka Vetinariego, Patrycjusza Ankh-Morpork. Każdy pojawiający się w mieście mim ląduje w jamie ze skorpionami, w której na jednej ze ścian napisane jest Naucz się Słów.